# Rufus (Oregon)
Rufus é uma cidade localizada no estado norte-americano de Oregon, no Condado de Sherman.

## Demografia
Segundo o censo norte-americano de 2000, a sua população era de 268 habitantes.
Em 2006, foi estimada uma população de 229, um decréscimo de 39 (-14.6%).

## Geografia
De acordo com o United States Census Bureau tem uma área de
3,2 km², dos quais 3,1 km² cobertos por terra e 0,1 km² cobertos por água. Rufus localiza-se a aproximadamente 65 m acima do nível do mar.

## Localidades na vizinhança
O diagrama seguinte representa as localidades num raio de 16 km ao redor de Rufus.